# Annopol (powiat rawicki)
Annopol – osada w Polsce położona w województwie wielkopolskim, w powiecie rawickim, w gminie Miejska Górka. Miejscowość wchodzi w skład sołectwa Karolinki.
W latach 1975–1998 miejscowość należała administracyjnie do województwa leszczyńskiego.